# DSniff
 (mars 2023).
dSniff est un outil d'analyse du trafic réseau, principalement un packet sniffer, écrit en [Quand ?] par Dug Song, un chercheur en sécurité informatique de l'Université du Michigan.